# Elkan Tedejew
Elkan Matwiejewicz Tedejew (ose. Тедеты Матвейы фырт Елкан; ros. Елкан Матвеевич Тедеев; ur. 29 grudnia 1938 w Oktiabrskoje, zm. 3 października 1984 w Moskwie) – radziecki zapaśnik, osetyjskiego pochodzenia, walczący w stylu wolnym. Olimpijczyk z Meksyku 1968, gdzie zajął szóste miejsce w kategorii 63 kg.
Wicemistrz świata w 1967; piąty w 1966; szósty w 1965. Mistrz Europy w 1966 roku.
Mistrz ZSRR w 1962, 1963 i 1967. Zakończył karierę w 1972 roku.